# Simón IV de Montfort
Simón IV de Montfort (¿?, c. 1160/1165-Tolosa, 25 de junio de 1218) fue señor de Montfort-l’Amaury, quinto conde de Leicester, conde de Tolosa, vizconde de Béziers y del vizcondado de Carcasona, fue el principal protagonista de la Cruzada albigense.
Simón IV de Monfort pertenecía a la Casa de Monfort-l'Amaury, una familia con el rango de barones de la Isla de Francia por parte de su padre Simón de Montfort y, por parte de su madre, Amicie de Beaumont, señora de Leicester, descendía de la baronía anglonormanda. Amicie de Beaumont era la heredera de la mitad del condado de Leicester y tenía derecho al título de senescal de Inglaterra. Su bisabuelo, Amaury III de Montfort fue conde de Évreux y senescal de Francia. Su abuelo, Simón III de Montfort, fue conde de Évreux y gruyer real del bosque de Yvelines. Su padre Simón era el segundo hijo de Simón III.

## La figura de Simón de Montfort
Los cronistas de la época e historiadores modernos nos presentan a Simón de Montfort como bien dotado para la estrategia militar, obsesionado por manifestar su catolicismo hasta el punto de ordenar celebrar misa de campaña antes de entrar en combate, por muy urgente que fuera la situación, y, sobre todo, hombre despiadado y sanguinario.

Su crueldad, aplicada tanto en el trato a los prisioneros como en el campo de batalla, se hace patente en las terribles mutilaciones, en el descuartizamiento en vivo, en el despedazamiento de cuerpos [...] La presencia documentada del dirigente de la Cruzada en cada uno de los "espectáculos" horripilantes que se organizaban es un dato más a añadir.

Uno de los episodios más crueles de la cruzada se dio en la ciudad de Bram, en la primavera de 1210, donde, tras rendirla, Montfort mandó dejar ciegos y mancos a más de cien de sus habitantes, a los que mandó cortar también orejas, nariz y labios, menos a uno, al que dejó un ojo, para que pudiera guiar a los demás hasta Cabaret, que pensaba asediar. Todo ello con la intención de desmoralizar a sus habitantes.
Este suceso no deja de ser un acto más en la cruenta cruzada que se está desarrollando. Previamente, a finales del 1209, Giraudo de Pépieux, un señor de Minervois, se subleva apoderándose del castillo de Puisserguier y de su guarnición francesa. A dos de los caballeros franceses apresados los envía desnudos a Carcasona, el cuartel general de Simón, tras vaciarles los ojos y cortarles la nariz, las orejas y el labio superior. Giraudo quería vengar la muerte de su tío a manos de un caballero francés, a quien Simón de Montfort había ordenado enterrar vivo en pago de su crimen. Con el suceso de Bram, Simón deja presente que no olvidaba las mutilaciones de Giraudo de Pépieux.

## Un barón francés
En 1181, tras la muerte de su abuelo, el condado de Évreux fue heredado por Amaury V, su padre Simón recibió solo el señorío de Monfort y el cargo de gruyer. A la muerte de su padre en 1188 los título pasarían a su hijo Simón IV.
En 1188 fue testigo de la entrevista entre Felipe Augusto y Enrique II de Inglaterra llevada a cabo en Gisors.
En 1190 casó con Alix de Montmorency, hija de Bouchard de Montmorency y hermana de Mathieu II de Montmorency, el condestable de Francia.
En 1206-1207 Simón fue, durante unos meses, conde de Leicester. Su madre era la hija mayor de Robert de Beaumont, III conde de Leicester. Tras la muerte, sin descendencia, del hermano de Amicie en 1204, ella heredó la mitad de los dominios y el derecho al condado de Leicester. La división de los dominios se efectuó en 1207, con los derechos del condado que fueron asignados a Amicie y Simón. Sin embargo, el rey Juan Sin Tierra tomó posesión de los dominios en 1207, confiscándoselos a Simón por “desobediencia”.

## Las cruzadas

### Cuarta cruzada
En 1199 se unió a la cuarta cruzada. Sin embargo, cuando los venecianos decidieron unilateramente atacar la ciudad cristiana de Zara (1202), Montfort abandonó la cruzada y, por sus propios medios, conquistó los territorios franceses de ultramar en Palestina, (posteriormente los cruzados conquistarían y saquearían Constantinopla).

### Cruzada albigense

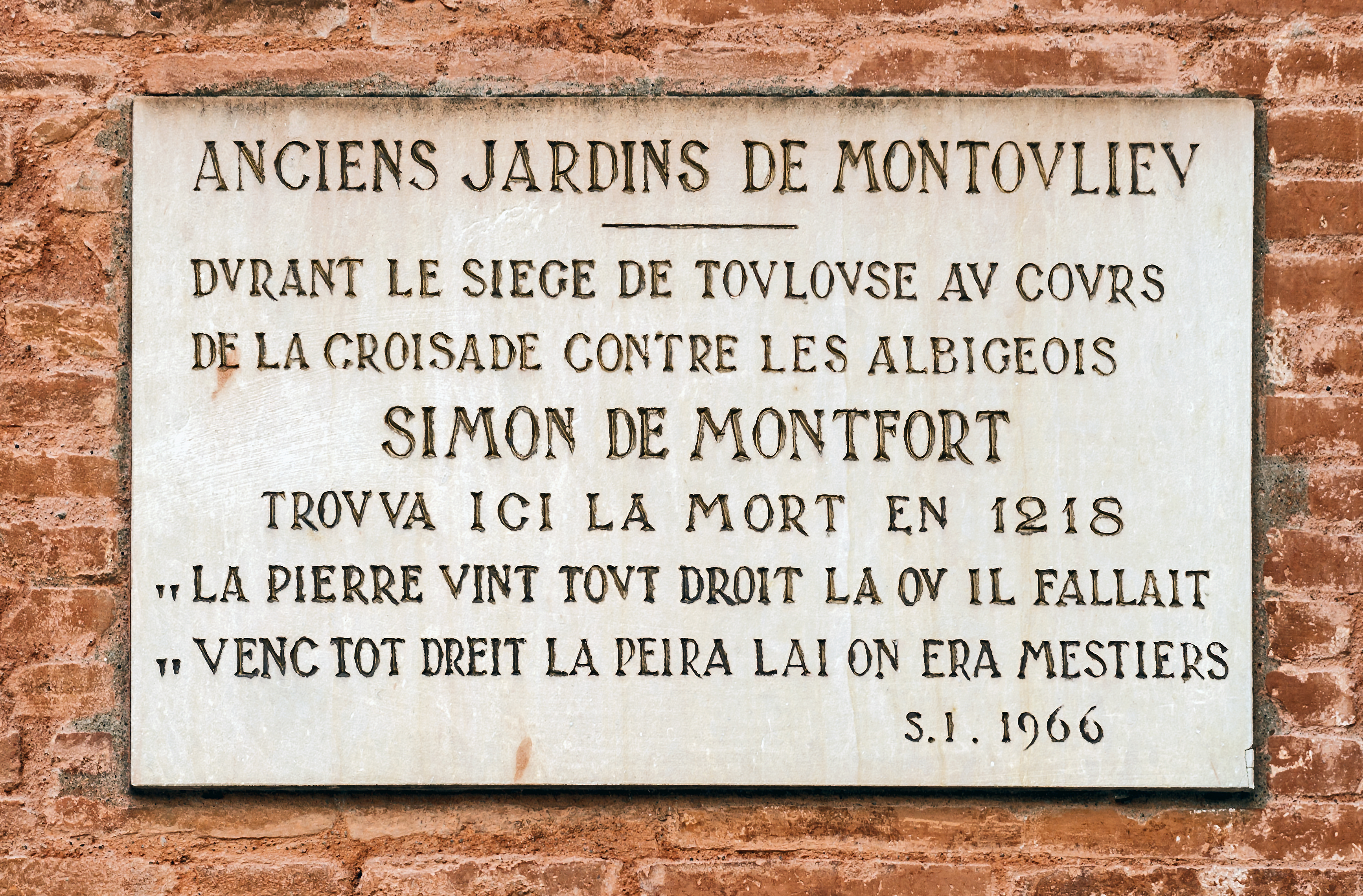
Placa conmemorativa de la muerte de Simón de Montfort

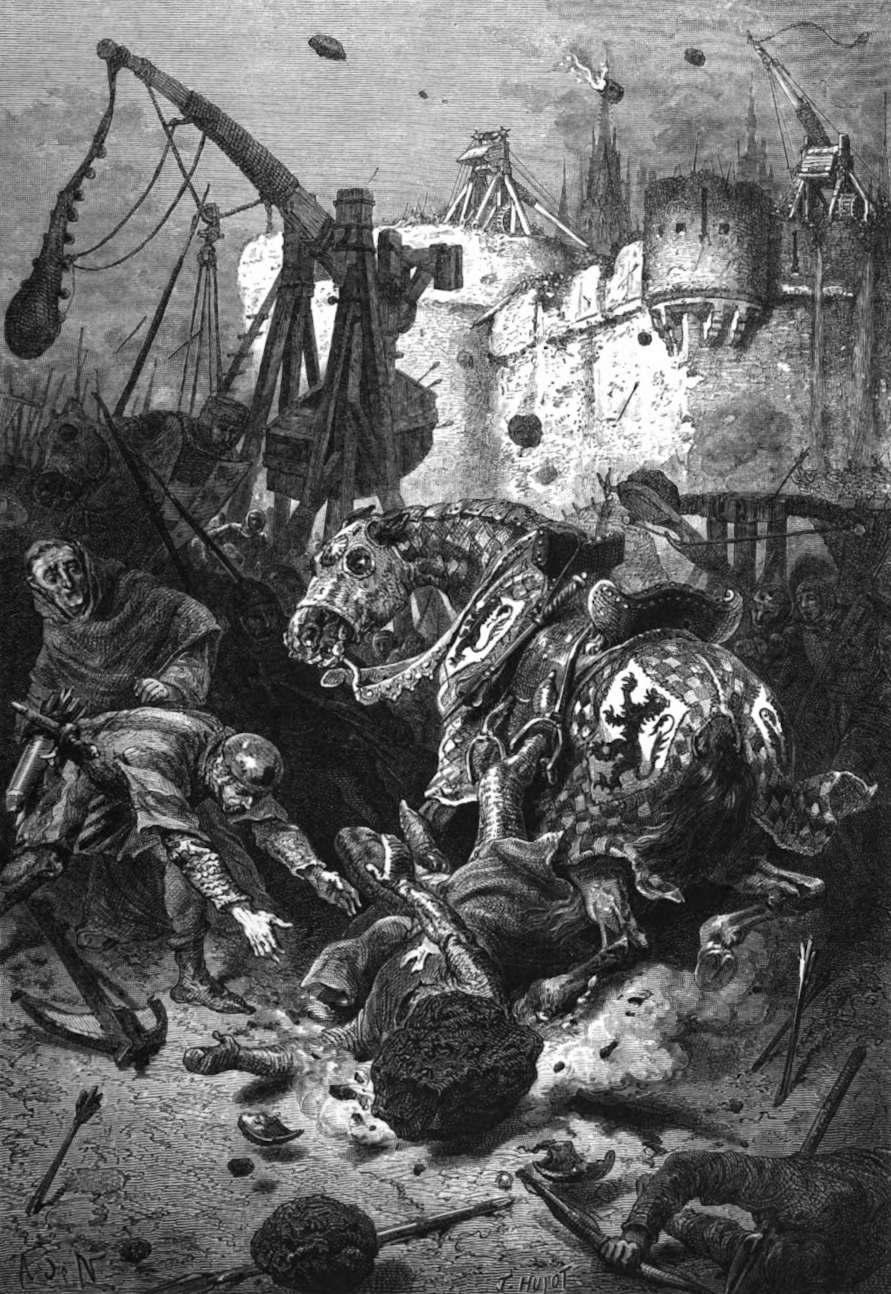
Muerte de Simón de Montfort durante el asedio a Toulouse

En 1209 se unió al llamamiento papal de una cruzada contra los heréticos cátaros, conocida como la cruzada albigense y participó en los asaltos de Béziers y de Carcasona, en julio y agosto de 1209, respectivamente.
Tras entregarse esta última población, y ser encarcelado Ramón Roger Trencavel, vizconde de Béziers y de Carcasona, que no sobrevivirá a su cautiverio, el abad de Cîteaux, Arnaud Amaury, enviado papal, propuso a sucesivos nobles el tomar posesión de los títulos y bienes del vizconde Trencavel. Hizo esta proposición primero al duque de Borgoña, luego al conde de Nevers y al conde de Saint Pol. Todos ellos se negaron afirmando que "no querían despojar a nadie" y que "no habrá nadie que quiera deshonrarse aceptando estas tierras". Finalmente se le propuso a Simón de Montfort, que aceptó.
Simón intentó que el rey aragonés Pedro II el Católico, que había acudido el 4 de agosto a Carcasona con la intención de que la capitulación se llevara a cabo en las mejores condiciones, le reconociera estas posesiones. Para ello se trasladó en noviembre de 1209 a Montpellier pero el rey se negó. Solo aceptó al ver que el poder de Montfort, aliado con el rey de Francia, aumentaba representando un verdadero peligro para sus estados; entonces negoció con él (27 de enero de 1211) el matrimonio del futuro Jaime I con la hija de aquel, y le entregó, como rehén, al infante de tres años de edad. 
Con este rehén, Simón creyó impedir que el rey aragonés tomara partido contra él en favor de los albigenses. Pero no fue así, y dos años más tarde, las tropas de Pedro el Católico y Ramón VI de Tolosa fueron derrotadas por las huestes de Montfort en la batalla de Muret, 12 de septiembre de 1213), donde murió el rey aragonés. Después, Simón de Montfort entró en Tolosa al frente del ejército cruzado. Con esta derrota, los albigenses fueron aplastados, pero Simón IV Montfort ya no se encontraba en una cruzada, sino en una mera guerra de conquista.
Poco después (Narbona, 1214), Inocencio III obligó a Simón a liberar y devolver al futuro Jaime I. Pero, al año siguiente, el concilio de Letrán desposeyó a Ramón VI de Tolosa y a su hijo de su patrimonio languedociano, que el papa concedió a Simón, el cual tomó los títulos de conde de Tolosa, vizconde de Béziers y de Carcasona y duque de Narbona.
El conflicto entre Simón y el arzobispo de Narbona Arnaldo Amalric, abad del Orden del Císter, inquisidor y legado del papa en la cruzada contra los albigenses, no tardó en producirse, enfrentados ambos por el ducado de Narbona, que había pertenecido a los tolosanos, y que ambos pretendían. Aunque Arnaud excomulgó a Montfort, en 1216 el rey de Francia aceptó de Simón IV de Montfort el vasallaje de los territorios que este había conquistado (incluyendo el ducado de Narbona), dando legitimidad, de esta manera, a las conquistas llevadas a cabo por Montfort.
A la muerte de Inocencio III, Provenza se rebeló y Ramón VI y su hijo Ramón VII de Tolosa reconquistaron el país (1216-1217). Raimundo recibió la ayuda de las tropas de la Corona de Aragón, aunque éstas tuvieron que retirarse ante las amenazas de excomunión y de cruzada hechas por parte de Honorio III. Los condes de Toulouse (Francia) entraron en su ocupada capital el 12 de septiembre de 1217. Inmediatamente, el 8 de octubre, Simón de Montfort puso sitio a Toulouse (Francia). El 25 de junio de 1218, cuando se cumplían ya diez meses de asedio, Simón murió a causa de una pedrada lanzada por un pedrero (artilugio medieval, mangonel) manipulado por unas mujeres, la cual aplastó su cabeza.
A su hijo Amaury, que sería condestable de Francia sucediendo a su tío, se le confirmaron, teóricamente, las posesiones continentales de su padre. El segundón Guy, fue conde de Bigorra por matrimonio con Petronila de Cominges, condesa de Bigorra y vizcondesa de Marsán. Su hijo menor, Simón V se fue a Inglaterra donde jugó un importante papel bajo el reinado de Enrique III.
El condado de Tolosa fue conservado, de hecho, por Ramón VII de Tolosa. Después, por medio de un tratado, pasó a los dominios reales tras la muerte de su hija, casada con un hermano del rey que murió sin descendencia.